# Hill House

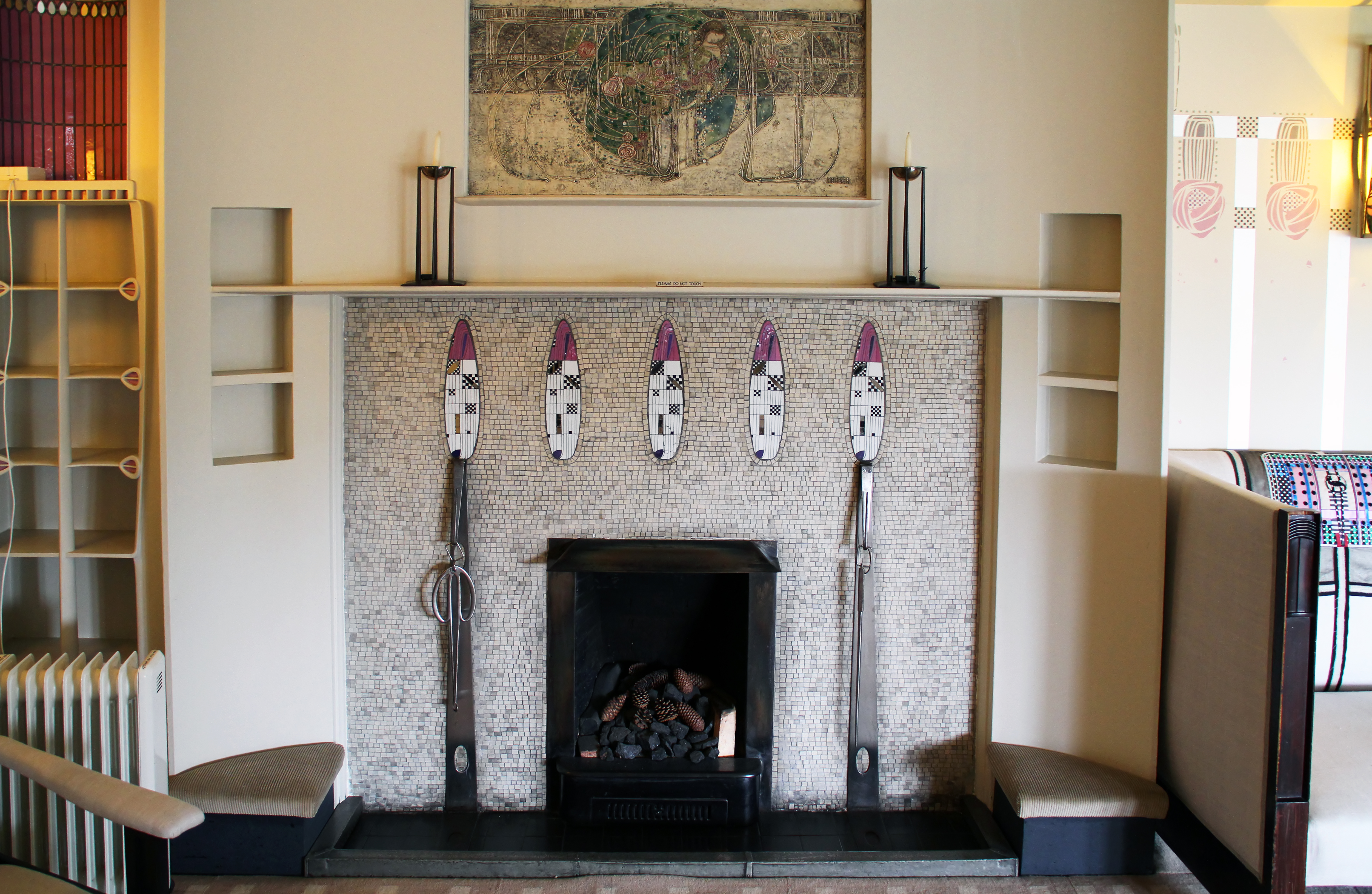
Interior de la Hill House. Mural de Margaret Macdonald sobre la chimenea

La mansión Hill House (del inglés: casa de la colina)en Helensburgh, Escocia (Reino Unido) es una de las más famosas obras de Charles Rennie Mackintosh y Margaret Macdonald. Fue diseñada y construida para el editor Walter Blackie entre 1902 y 1904. 
Además de la casa, los Mackintosh diseñaron también la mayoría de las habitaciones interiores, muebles y otros detalles. La atención por los detalles fue tal que se llegó a seleccionar el color de las flores que los Blackie podrían colocar en una mesa de la sala de estar, con el fin de no entrar en conflicto con el resto de la decoración. 
En 1982 la casa fue donada a la National Trust for Scotland, que sigue manteniéndola.

## El cliente

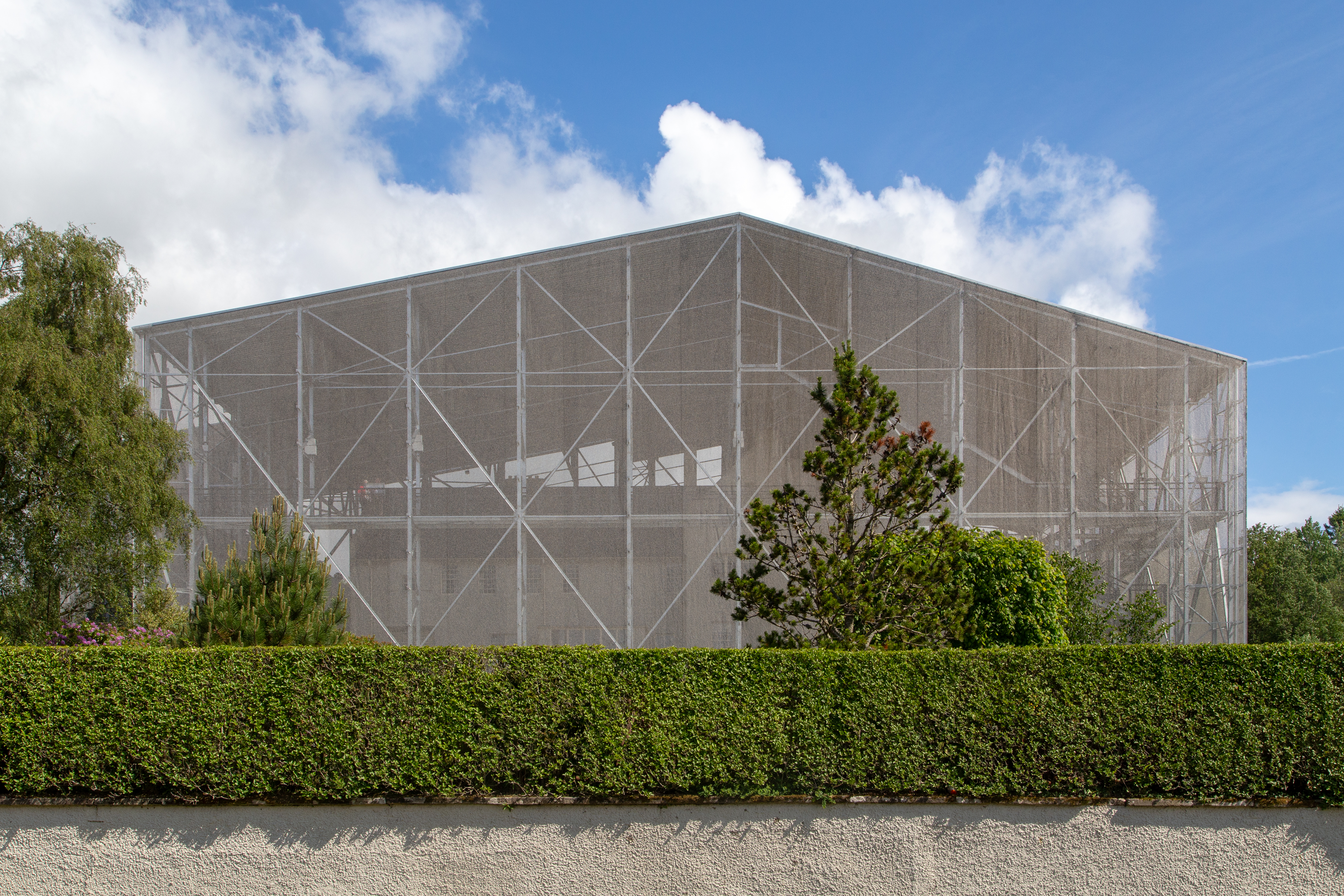
Exterior de la Hill House, 2019.

Situada al oeste de Glasgow, Helensburgh era la nueva zona de asentamiento para gente acomodada. En 1902, el editor Walter Blackie compra una parcela en el barrio y por sugerencia de su amigo Talwin Morris encargó a Mackintosh el proyecto. En un primer momento Walter se sorprende con la juventud del arquitecto, hasta que visitó una de las casas que Mackintosh había diseñado y queda convencido de que era la persona adecuada para construir su casa. 
A pesar de algunas restricciones impuestas por el propietario: no hay ladrillos y yeso y vigas de madera de construcción como es habitual en el resto de los tradicionales del oeste de Escocia. Las paredes son rústicas y el techo de pizarra. La construcción exterior carece de ornamentos. 
Los pocos requisitos impuestos por el promotor y su postura no tradicional así como el gusto ornamental del cliente permitieron a los Mackintosh dar vida plena a sus ideas de diseño. 
Antes de empezar a crear un dibujo de fachada o incluso una planta, Mackintosh pasó unos días en la ex casa de los Blackies para observar la vida cotidiana, para construir desde adentro hacia afuera. Después de analizar profundamente los hábitos de la familia Mackintosh sería capaz de diseñar todos los aspectos de la casa de acuerdo a las necesidades de cada usuario. A su juicio, los problemas funcionales deben ser resueltos en primer lugar, para dejar que la belleza surja de la solución. El resultado solo puede ser el de un cliente satisfecho: "a la despensa, cocina, lavandería, etc les dio una minuciosa atención con el fin de hacerlas aptas para sus necesidades prácticas. Cada detalle, tanto dentro como fuera, recibió su cuidada atención". Mackintosh consideraba que esta era la única forma honesta de diseñar.

## El exterior
El uniforme y grisáceo tratamiento exterior del edificio se mezcla con el cielo nublado y frío de Escocia. La construcción totalmente asimétrica forma diferentes niveles de cubiertas y formas, y recuerda el aprecio de Mackintosh por el pintoresquismo de A.W. N. Pugin, donde el contorno exterior evoluciona desde la planificación interior. Una mínima decoración, grandes paredes y ventanas rectangulares y cuadradas expresan su sobria construcción. Las cualidades exteriores del edificio son casi las contrarias de los cálidos, exóticos y cuidadosamente decorados interiores. Una vez más, Mackintosh se refiere a la teoría de Pugin de minimizar la decoración exterior y hacer hincapié en el diseño interior: la transición desde el mundo exterior a un lugar seguro y fantástico espacio interior. 

## El interior

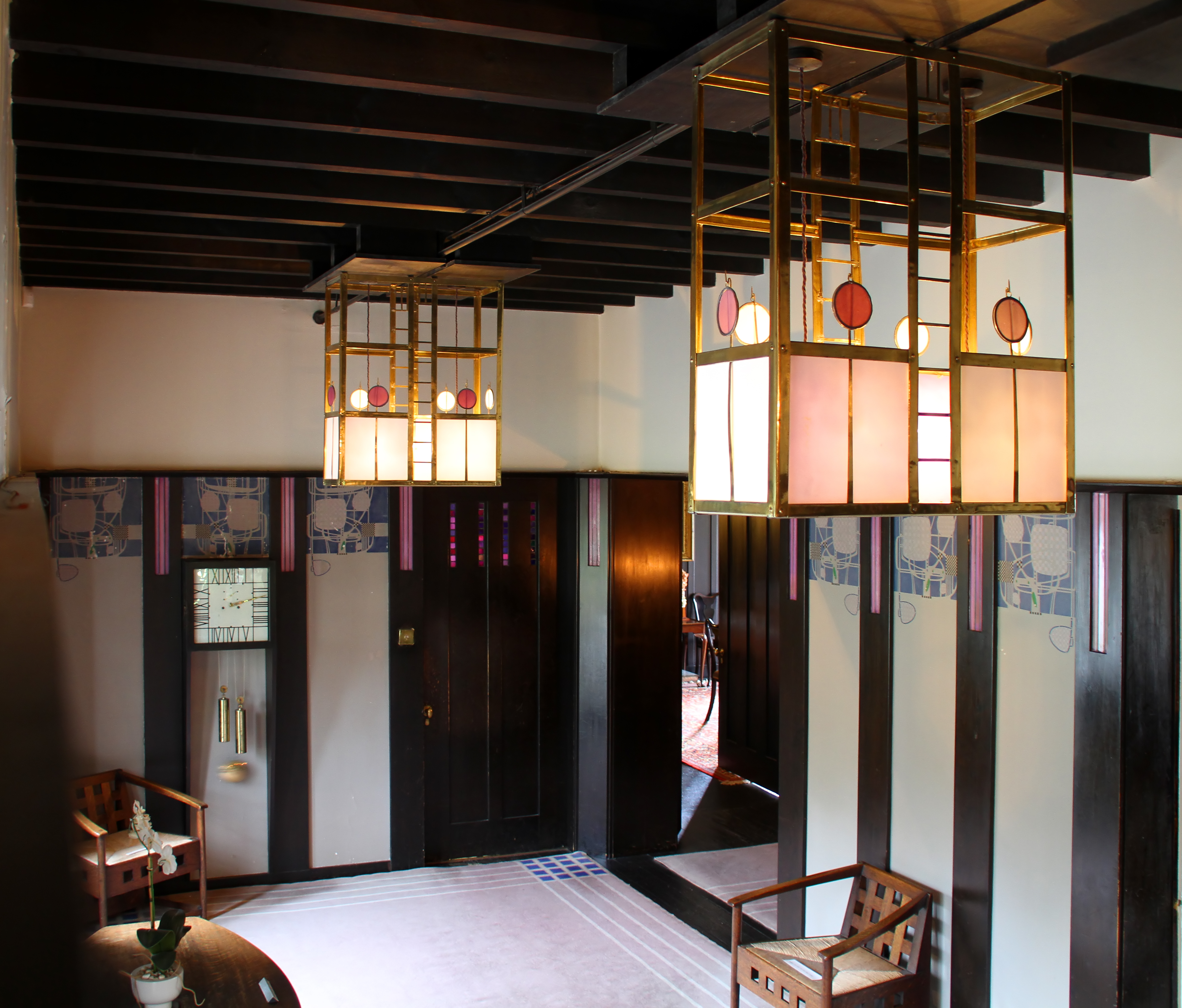
Uno de los interiores de Hill House

La mansión combina la tradicional feminidad del espacio interior del periodo Eduardiano, con la masculinidad del mundo público exterior. Para Mackintosh, aportar aspectos masculinos en el interior rompía con los interiores convencionales enteramente femeninos. Esto le permitió transmitir sentimientos y experiencias diferentes en función de la finalidad de cada espacio. Mackintosh utilizó diferentes materiales, colores e iluminación, cuando resultaba necesario resaltar la transición de un punto a otro.